# Чемпионат Венгрии по фигурному катанию 2011
Чемпионат Венгрии по фигурному катанию 2011 (венг. Az Országos Műkorcsolya és Jégtánc Bajnokság 2011) — национальный чемпионат Венгрии сезона 2010-2011. Спортсмены соревновались в категориях мужское и женское одиночное катание и танцы на льду.
Турнир прошёл с 8 по 9 января 2011 года в Будапеште.

## Результаты

### Мужчины
| Место | Имя             | Сумма баллов | SP | FS |
| ----- | --------------- | ------------ | -- | -- |
| 1     | Тигран Варданян | 153.90       | 1  | 1  |
| 2     | Криштоф Форго   | 132.24       | 2  | 2  |
| 3     | Мартон Марко    | 126.56       | 3  | 3  |

### Женщины
| Место | Имя               | Сумма баллов | SP | FS |
| ----- | ----------------- | ------------ | -- | -- |
| 1     | Виктория Павук    | 119.14       | 1  | 1  |
| 2     | Челси-Роше Чиаппа | 99.97        | 3  | 2  |
| 3     | Бианка Падар      | 94.62        | 2  | 3  |
| 4     | Аннамариа Сольга  | 78.24        | 4  | 4  |

### Танцы
| Место | Имя                            | Сумма баллов | SD | FD |
| ----- | ------------------------------ | ------------ | -- | -- |
| 1     | Нора Хоффманн / Максим Завозин | 150.66       | 1  | 1  |
| 2     | Жужанна Надь / Мате Фееш       | 124.62       | 2  | 3  |
| 3     | Дора Туроци / Балаж Майор      | 119.79       | 3  | 2  |